# منتخب الجمهورية العربية المتحدة لكرة السلة
منتخب الجمهورية العربية المتحدة لكرة السلة (بالإنجليزية: United Arab Republic national basketball team)‏ كان منتخب كرة السلة الوطني الذي تواجد في فترة 1958–1971 والذي مثل الجمهورية العربية المتحدة والذي كان اتحاداً بين مصر (بما في ذلك قطاع غزة المحتل) وسوريا من 1958 إلى 1961 ثم استمر الاسم مع مصر حتى عام 1971.
منذ تأسيس المنتخب في عام 1958، فازت الجمهورية العربية المتحدة بثلاث بطولات من بطولة أمم أفريقيا لكرة السلة (1962، 1964، 1970) في 3 مشاركات، وشارك في نسختين من كأس العالم لكرة السلة ولكن لم يكن للفريق أي ظهور أولمبي في سجله.

## السجل
- بطولة أمم أفريقيا لكرة السلة:

 البطل: 1962، 1964، 1970.
- ألعاب عموم أفريقيا:

 البطل: 1965.
- دورة الألعاب العربية:

 البطل: 1961، 1965.
- ألعاب البحر الأبيض المتوسط:

 الثالث: 1959.